# Marubozu blanc
Un Marubozu blanc (en anglès: White Marubozu) és una espelma japonesa similar a una espelma blanca llarga, però que es caracteritza per no tenir ombra, ni superior ni inferior, i és un fortíssim senyal alcista. Basant-se en aquest, hi ha la variant «Marubozu blanc en obertura» que té una petita ombra superior, i la variant «Marubozu blanc en tancament» que té una petita ombra inferior.

## Criteri de reconeixement
1. El Marubozu blanc és una espelma blanca llarga sense ombra superior ni inferior, de manera que l'obertura és igual al low, i el tancament és igual al high

### Variants
A. El «Marubozu blanc en obertura» significa que no hi ha ombra a l'obertura (no hi ha ombra inferior), però que n'hi ha al tancament (ombra superior)
B. El «Marubozu blanc en tancament» significa que no hi ha ombra a tancament (no hi ha ombra superior), però que n'hi ha a l'obertura (ombra inferior)

## Explicació
El Marubozu blanc significa que el preu d'obertura ha estat el mínim de la sessió, i que aquesta ha tancant al seu màxim. Si ja per si sola és indicativa que els bulls han tingut el control total de la sessió des de l'inici fins al final, quan més llarga sigui l'espelma amb relació a les altres del seu context, més indicativa és de la fortíssima pressió compradora. Donada aquesta, els bears tanquen posicions, afegint més llenya al foc alcista.
El «Marubozu blanc en obertura» significa que els bulls han controlat tota la sessió menys al final, quan a tancament s'ha produït una mínima correcció (ombra superior), que ha distanciat el high del tancament.
El «Marubozu blanc en tancament» significa que després d'un petit retrocés a l'obertura, donant lloc un low inferior a l'obertura, els bulls han pres el control fins al tancament fent coincidir aquest amb el high.

## Factors importants
Un Marubozu blanc és una única espelma i malgrat que indica una fortíssima pressió compradora, s'han d'interpretar en el context en què apareix. Si ho fa enmig d'una tendència alcista, significarà continuïtat; però si ho fa al final d'una tendència baixista, pot significar un canvi de la tendència baixista en haver-se arribar a un nivell de suport i haver aparegut la forta pressió compradora. Inclús si apareix després d'una llarga i persistent tendència alcista, pot servir d'advertència de sobrecompra i, per tant, indicar un possible retrocés. Així doncs, la seva interpretació no pot anar deslligada de les espelmes adjacents.
El «Marubozu blanc en obertura» enmig d'una tendència baixista és un Cinturó ajustat alcista, i indica un possible canvi de tendència.